# (24711) Chamisso
(24711) Chamisso ist ein Asteroid des Hauptgürtels, der am 6. August 1991 vom deutschen Astronomen Freimut Börngen an der Thüringer Landessternwarte Tautenburg (IAU-Code 033) in Thüringen entdeckt wurde.
Der Asteroid wurde am 26. Mai 2002 nach dem deutschen Naturforscher und Dichter französischer Abstammung Adelbert von Chamisso (1781–1838) benannt.